# 埃泰尔皮尼 (索姆省)
埃泰尔皮尼（法語：Éterpigny，法語發音：[etɛʁpiɲi]）是法国上法蘭西大區索姆省的一个市镇，属于佩罗讷区。

## 地理
埃泰尔皮尼（49°53'27"N, 2°55'30"E）面积4.05 平方千米，位于法国上法蘭西大區索姆省，该省份为法国北部沿海省份，北起加来海峡省和北部省，西接滨海塞纳省和大西洋英吉利海峡，南至瓦兹省，东临埃纳省。
与埃泰尔皮尼接壤的市镇（或旧市镇、城区）包括：巴尔勒、布里、佩罗讷、维莱卡博内勒。

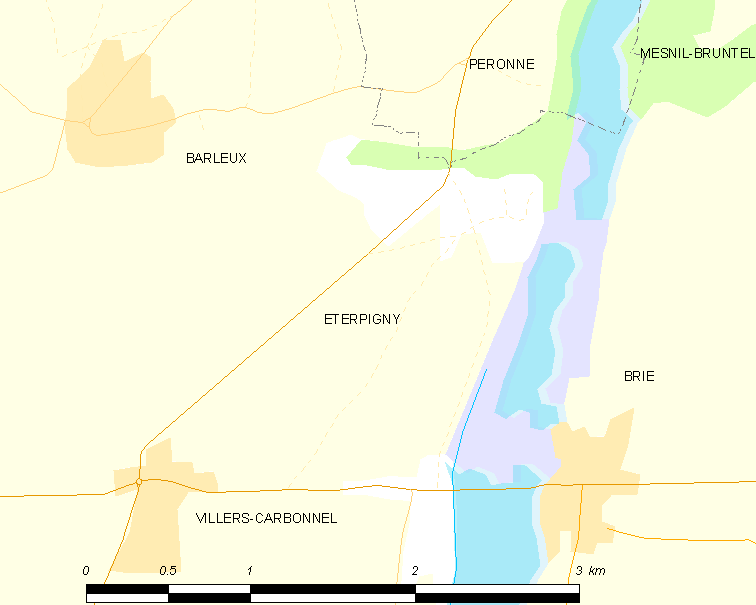
的OSM定位图

埃泰尔皮尼的时区为UTC+01:00、UTC+02:00（夏令时）。

## 行政
埃泰尔皮尼的邮政编码为80200，INSEE市镇编码为80294。

## 政治
埃泰尔皮尼所属的省级选区为佩罗讷县。

## 人口

1962-2008年间人口变化图示

埃泰尔皮尼于2022年1月1日时的人口数量为168人。